# Glossaire des arcs paramétrés
On trouvera une introduction de la notion d'arc paramétré dans l'article arc paramétré.
L'étude des courbes est une préoccupation très ancienne, leur description à l'aide de coordonnées remontant à Descartes. Il existe de ce fait un corpus de vocabulaire important qui accompagne ces objets.
Un arc paramétré de classe {\displaystyle {\mathcal {C}}^{k}} dans l'espace vectoriel E de dimension finie est la donnée :
- d'un intervalle I où variera le paramètre réel t ;
- d'une fonction f de I dans E, de classe {\displaystyle {\mathcal {C}}^{k}}.

- Haut – A
- B
- C
- D
- E
- F
- G
- H
- I
- J
- K
- L
- M
- N
- O
- P
- Q
- R
- S
- T
- U
- V
- W
- X
- Y
- Z

## A
Abscisse curviligne : forme algébrisée de la longueur permettant le repérage d'un point sur la courbe.
Anguleux (point) : point où l'on trouve deux demi-tangentes formant un angle non plat. Il n'y a donc pas de tangente.
Arc géométrique : classe d'équivalence pour la relation de {\displaystyle {\mathcal {C}}^{k}}-équivalence des arcs paramétrés.
Arrêt (point d') (ou stationnaire) : point où le vecteur dérivé s'annule. L'existence d'un point d'arrêt n'est pas incompatible avec l'existence d'une tangente, mais alors il y a fréquemment rebroussement, c'est-à-dire que la courbe peut repartir en sens inverse.
Asymptote : type de branche infinie. La courbe présente une droite asymptote quand elle se rapproche de cette droite « à l'infini ». D'autres courbes peuvent être asymptotes. Voir l'article asymptote.

## B
Birégulier (point) : point où les deux premiers vecteurs dérivés sont indépendants. C'est notamment un point ordinaire, régulier, et sans inflexion. Sur une courbe usuelle, la plupart des points sont biréguliers.
Branche infinie : on utilise ce qualificatif lorsqu'une des deux coordonnées au moins tend vers l'infini. Il peut y avoir une direction asymptotique, une asymptote, une branche parabolique,...
Branche parabolique : type de branche infinie, inspirée du comportement de la parabole.

## C
Cercle asymptote ou Cercle-limite : comportement du type spirale
Cercle osculateur ou cercle de courbure : cercle centré au centre de courbure, de rayon le rayon de courbure. Il est osculateur à la courbe. Il permet une définition géométrique de la courbure.
Chemin : arc paramétré ayant pour intervalle de définition un segment.
Concavité : sur une portion suffisamment petite où la courbe peut être vue comme formant un virage, désigne le côté dans la direction duquel on tourne. En un point régulier sans inflexion, elle peut être déterminée par un calcul de courbure.
Corde : pour une courbe fermée, segment reliant deux points de la courbe.
Courbure : la courbure quantifie la propension de la courbe à tourner de part ou d'autre de sa tangente. Voir l'article courbure d'un arc

## D
Demi-tangente : cf. article tangente
Direction asymptotique : comportement de branche infinie indiquant la tendance de la courbe à se pencher dans une direction donnée. Il peut y alors avoir une asymptote ou une branche parabolique par exemple.
Double (point) : point qui est atteint deux fois (exactement en théorie)

## E
Équivalence (de deux arcs paramétrés) : plus précisément deux arcs sont dits {\displaystyle {\mathcal {C}}^{k}}-équivalents quand on peut passer de l'un à l'autre par un reparamétrage (difféomorphisme) de classe {\displaystyle {\mathcal {C}}^{k}}. La {\displaystyle {\mathcal {C}}^{k}}-équivalence est une relation d'équivalence. On définit alors l'arc géométrique, classe d'équivalence pour cette relation.

## F
Fermée (courbe) : arc défini par une fonction périodique, voir l'article courbe fermée.

## G
Gauche : courbe tracée dans l'espace à trois dimensions (sens large), éventuellement à comprendre comme courbe non plane (sens strict)

## I
Inflexion (point d') : point où la courbe traverse la tangente, ou encore où la courbure est nulle. Voir l'article point d'inflexion.

## L
Longueur : voir l'article longueur d'un arc

## M
Méplat (point) : point ordinaire non régulier
Multiple (point) : point M de E qui est atteint pour plusieurs valeurs de t.

## O
Ordinaire (point) : le nom vient de ce que c'est le comportement le plus souvent observé. Il s'agit d'un point où la courbe reste du même côté de sa tangente, en avançant.
Osculation, osculateur : désignent un contact d'ordre au moins 2 entre deux courbes, plus fort que la simple tangence ; voir contact (géométrie)

## P
Paramétrage normal : paramétrage pour lequel la vitesse est uniforme de valeur 1. Dans ce cas le paramètre est lui-même une abscisse curviligne.
Paramètre admissible : fonction qui permet un changement de paramètre, voir paramétrage
Plan osculateur : pour une courbe gauche, désigne le plan contenant les vecteurs vitesse et accélération (s'ils sont indépendants). Il a un fort contact avec la courbe (osculation)
Plane (courbe) : courbe contenue dans un plan
Point-limite : la courbe se rapproche d'un point (sans l'atteindre) lorsque le paramètre tend vers une borne du domaine de définition. On peut cependant parler de tangente en un tel point.

## R
Rebroussement (point de) : il y a une tangente, mais la courbe fait demi-tour. Graphiquement on a l'impression de deux branches formant une pointe, mais avec une tangente commune. On distingue les points de rebroussement de première espèce (les deux branches de part et d'autre de la tangente) et de seconde espèce (les deux branches du même côté).
 Régulier (point) : point où le vecteur dérivé est non nul. Il y a alors une tangente, dirigée par le vecteur dérivé. Il n'y a pas de rebroussement, mais il peut y avoir inflexion.
Repère mobile : les plus utilisés pour l'étude des arcs sont le repère de Frenet et celui des coordonnées polaires ; il y a également le repère de Darboux pour les courbes tracées sur une surface.

## S
Sécante : droite joignant deux points de la courbe.
Simple : sans point double, c'est-à-dire que f est injective.
Spirale : type de branche infinie fréquemment rencontré pour l'étude des courbes données par une équation polaire, lorsque l'angle tend vers l'infini. Se matérialise par un enroulement de la courbe autour d'un point (spirale convergente), d'un cercle (spirale à cercle limite), ou à l'infini (spirale divergente).
Stationnaire (point) (ou point d'arrêt) : point où le vecteur dérivé s'annule.
Support (ou trajectoire) : ensemble f(I) des points parcourus
Surosculation, surosculateur : désignent un contact d'ordre au moins 3 entre deux courbes, plus fort que l'osculation. Voir contact (géométrie)

## T
Tangence : désigne un contact d'ordre au moins 1 entre deux courbes, manifesté par l'existence d'une tangente commune. Voir contact (géométrie) pour l'échelle des ordres de contact successifs, qui indiquent des propriétés plus fortes que la simple tangence.
Tangent(e) : la tangente à l'arc en un point est la limite des sécantes issues de ce point et d'un deuxième qui s'en rapproche. Voir l'article tangente
Torsion : la torsion indique la propension d'une courbe gauche à s'écarter du plan osculateur
Trajectoire (ou support) : ensemble f(I) des points parcourus
Trièdre de Frenet : repère mobile permettant l'étude des courbes gauches.